# Steve Kuzma
Pour les articles homonymes, voir Kuzma (homonymie).
Steve Kuzma (né le 16 avril 1936 à Saskatoon, dans la province de la Saskatchewan au Canada) est un joueur canadien de hockey sur glace.

## Carrière
Il commence à jouer en junior en 1954 avec les Mintos de Prince Albert dans la Ligue de hockey junior de la Saskatchewan.

## Statistiques
| Saison    | Équipe                                     | Ligue |    | Saison régulière | Saison régulière | Saison régulière | Saison régulière | Saison régulière |   | Séries éliminatoires | Séries éliminatoires | Séries éliminatoires | Séries éliminatoires | Séries éliminatoires |
| Saison    | Équipe                                     | Ligue | PJ | B                | A                | Pts              | Pun              | PJ               | B | A                    | Pts                  | Pun                  |                      |                      |
| 1954-1955 | Mintos de Prince Albert                    | LHJS  | -  | -                | -                | -                | -                | -                | - | -                    | -                    | -                    |                      |                      |
| 1955-1956 | Mintos de Prince Albert                    | LHJS  | -  | 1                | 0                | 1                | 6                | -                | - | -                    | -                    | -                    |                      |                      |
| 1956-1957 | Comets de Clinton Presidents de Washington | EHL   | 63 | 33               | 39               | 72               | 111              | -                | - | -                    | -                    | -                    |                      |                      |
| 1956-1957 | Blades de New Haven                        | EHL   | -  | -                | -                | -                | -                | 6                | 2 | 3                    | 5                    | 2                    |                      |                      |
| 1957-1958 | Presidents de Washington                   | EHL   | 59 | 26               | 28               | 54               | 100              | 13               | 6 | 11                   | 17                   | 22                   |                      |                      |
| 1958-1959 | Presidents de Washington                   | EHL   | 56 | 37               | 31               | 68               | 83               | -                | - | -                    | -                    | -                    |                      |                      |
| 1959-1960 | Presidents de Washington                   | EHL   | 64 | 28               | 26               | 54               | 139              | -                | - | -                    | -                    | -                    |                      |                      |
| 1960-1961 | Larks de Jersey Checkers de Charlotte      | EHL   | 39 | 16               | 20               | 36               | 43               | -                | - | -                    | -                    | -                    |                      |                      |
| 1961-1962 | Checkers de Charlotte                      | EHL   | -  | -                | -                | -                | -                | -                | - | -                    | -                    | -                    |                      |                      |
| 1961-1962 | Blades de New Haven                        | EHL   | 36 | 17               | 19               | 36               | 29               | -                | - | -                    | -                    | -                    |                      |                      |
| 1962-1963 | Blades de New Haven                        | EHL   | 32 | 15               | 16               | 31               | 49               | -                | - | -                    | -                    | -                    |                      |                      |